# Riserva naturale Bohnerzgruben Färberwiesli
La riserva naturale Bohnerzgruben Färberwiesli è un'area naturale protetta nel Canton Sciaffusa, in Svizzera, istituita nel 2001. È considerata area di conservazione di habitat/specie secondo l'Unione internazionale per la conservazione della natura.

## Descrizione
La riserva si estende su una superficie di circa 2,56 ettari a nord-est dell'abitato di Beringen. L'altitudine media è di 565 metri s.l.m. e all'interno dell'area si trovano due piccoli specchi d'acqua che fungono da habitat per diverse specie vegetali e animali, tanto da essere inserito nell'inventario federale dei siti di riproduzione di anfibi di importanza nazionale dell'Ufficio federale dell'ambiente (UFAM). La zona umida della riserva ha una superficie di 0,61 ettari.

## Fauna
La riserva ospita una piccola popolazione di ululoni dal ventre giallo (Bombina variegata), tritoni crestati (Triturus cristatus), rane alpine (Rana temporaria) e rane agili (Rana dalmatina). Si trova anche una popolazione di media dimensioni di raganelle europee (Hyla arborea) e rane del genere Pelophylax, oltre agli aliti ostetrici (Alytes obstetricans) e ai rospi comuni (Bufo bufo). Sono comuni anche i tritoni alpini (Ichthyosaura alpestris).

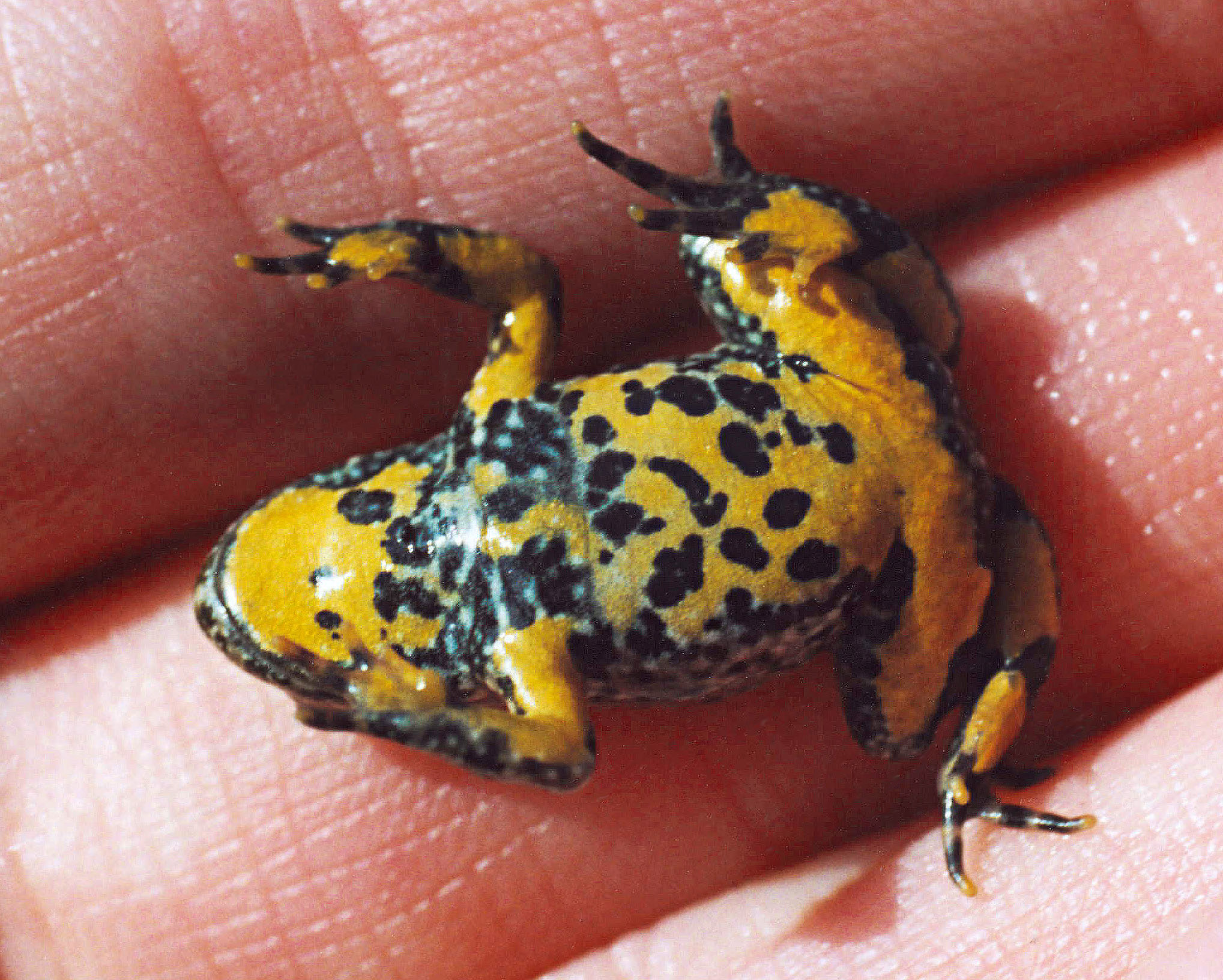
Un esemplate di Bombina variegata.
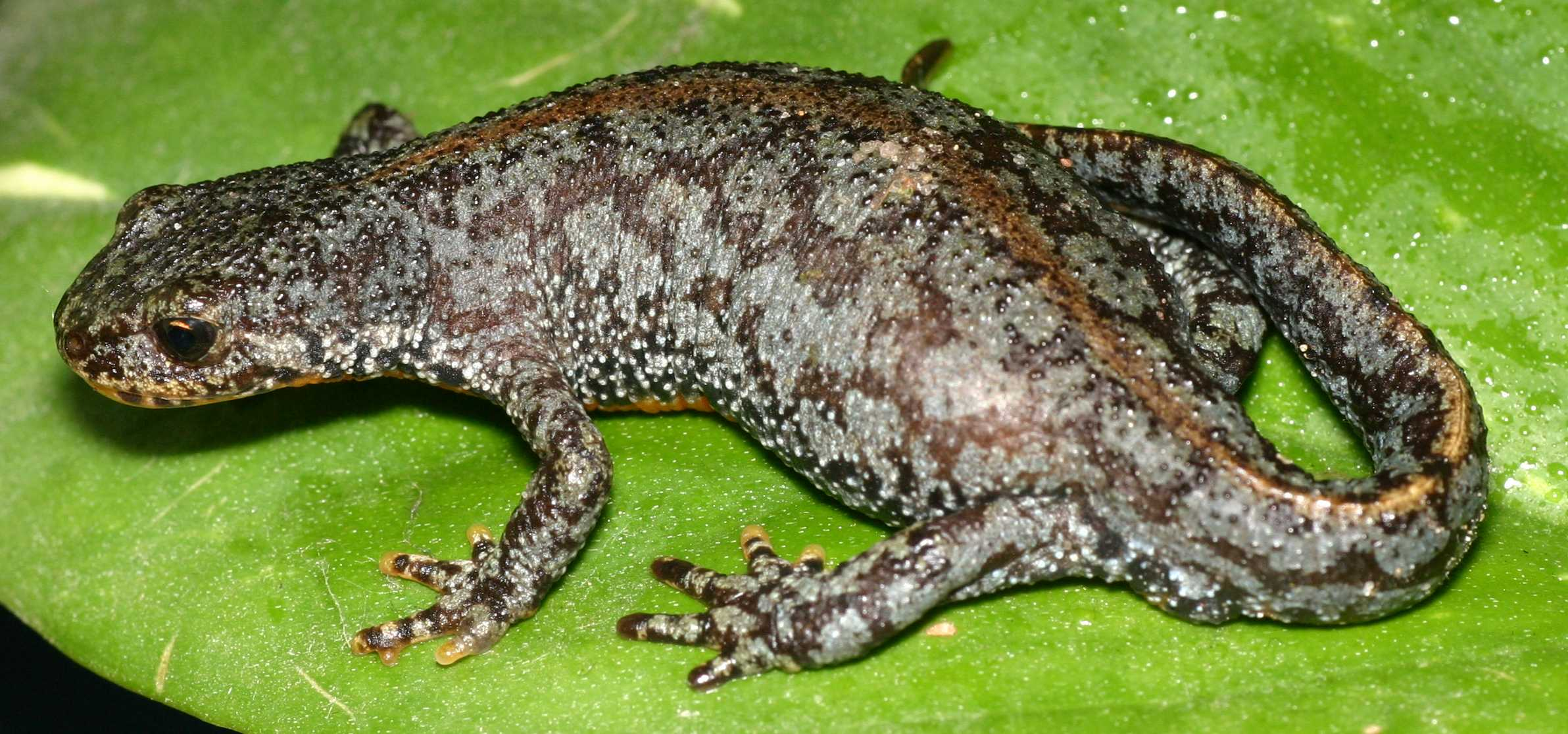
Un esemplare di Mesotriton alpestris